# Gänsmühle (Mühlhausen)
Gänsmühle ist ein Gemeindeteil der Gemeinde Mühlhausen im Landkreis Neumarkt in der Oberpfalz.

## Lage
Der Weiler Gänsmühle (in der amtlichen Ortsdatenbank Gänsmühl bezeichnet) liegt circa 500 m westlich des Wiefelsbachs unter dem Schlüpfelberg, östlich von Sulzbürg und nordwestlich des Gemeindesitzes. Die nächstgelegene Ort ist der Mühlhauser Gemeindeteil Ellmannsdorf.

## Geschichte
Der Historische Atlas von Bayern vermutet einen Neubau des 19. Jahrhunderts. Dieser muss bald nach der Jahrhundertwende erfolgt sein, denn bereits 1836 ist die Mühle im topographischen Atlasblatt für Neumarkt zu finden, und auch die Matrikel des Bistums Eichstätt vom gleichen Jahr nennen sie. Sollte sie noch im Alten Reich entstanden sein, wird sie aufgrund ihrer Lage den Sulzbürg-Wolfsteiner Grafen und ihrem Amt Sulzbürg gehört haben; hierfür fehlen jedoch Belege.
Die Mühle war mit einem Mahlgang ausgestattet, wie für 1836 berichtet wird. Angetrieben wurde sie von einem „unbenannten Bach“, der aus der Schlüpfelberger Quelle gespeist wird und in den Gänsmühlweiher fließt. Wie üblich, war der Müller auch Ökonom. So hatte er 1873 an Großvieh zwei Rinder.
1966 wurde das Mühlengebäude abgerissen und durch einen Neubau ersetzt, in dem der Mahlbetrieb weiter ging. Weiterhin wird hier Landwirtschaft betrieben. Es sind derzeit vier Hausnummern vergeben.

### Einwohnerzahlen
- 1836: 10[8]
- 1861: 05[9]
- 1871: 09 (2 Gebäude)[7]
- 1900: 14 (2 Wohngebäude)[10]
- 1938: 08 (1 Katholik, 7 Protestanten; zur kath. bzw. evangelischen Pfarrei Sulzbürg gehörend)[11]
- 1961: 07 (2 Wohngebäude)[12]
- 1970: 09[13]
- 1987: 10 (4 Wohngebäude, 4 Wohnungen)[1]

## Verkehrsanbindung
Gänsmühle ist von Mühlhausen her auf einer von der Rocksdorfer Straße abzweigenden Gemeindeverbindungsstraße zu erreichen, die weiter nach Hofen führt.